# 布賴特克羅訥山
46°52′15″N 10°14′29″E / 46.870806°N 10.241371°E

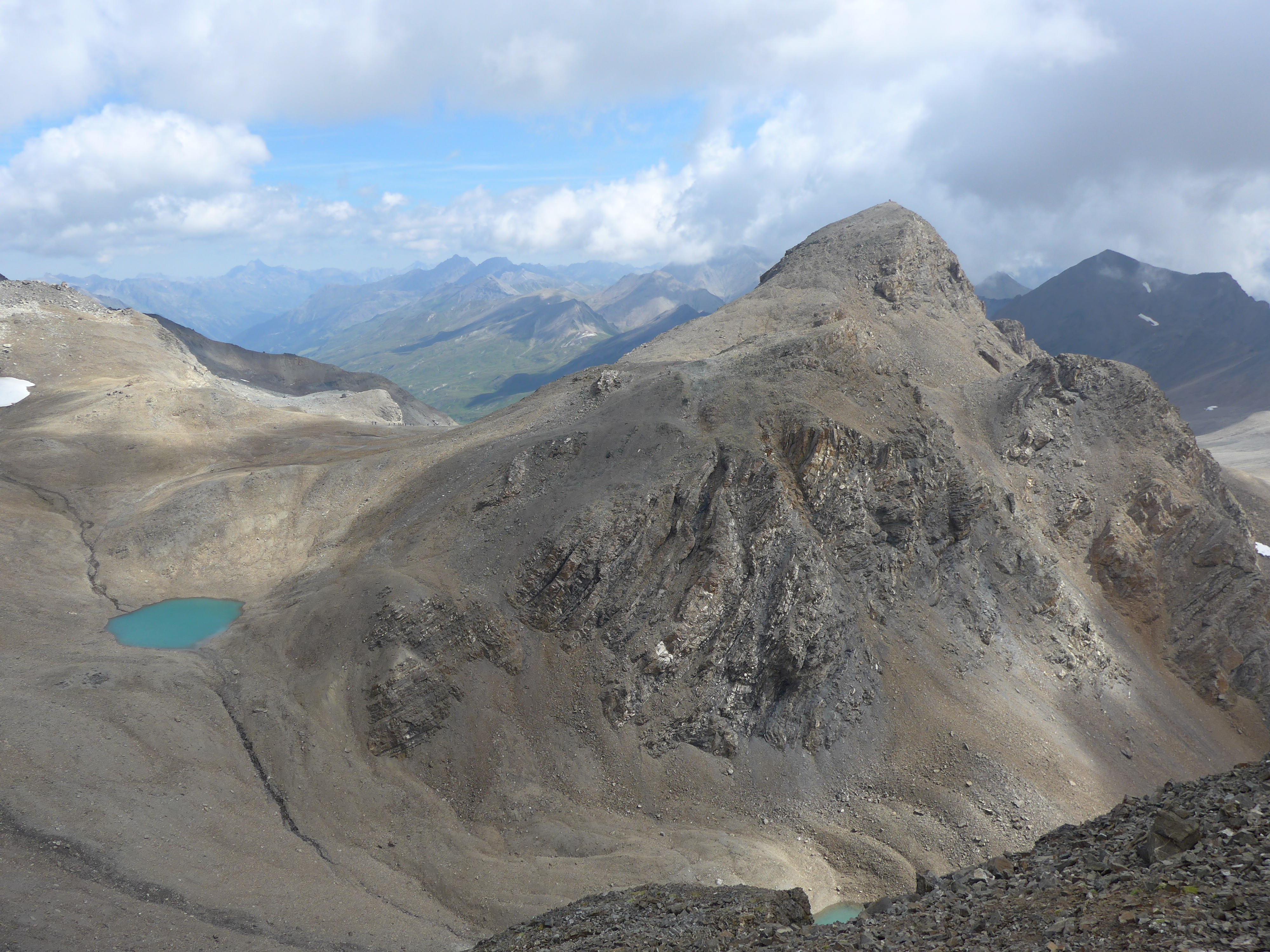

布賴特克羅訥山（Curuna Lada），是瑞士的山峰，位於該國東南部，由格勞賓登州負責管轄，屬於阿爾布拉山脈的一部分，海拔高度3,079米，每年平均降雨量1,367毫米。